# Pakisztán az 1956. évi nyári olimpiai játékokon
Pakisztán az ausztráliai Melbourne-ben és a svédországi Stockholmban megrendezett 1956. évi nyári olimpiai játékok egyik részt vevő nemzete volt. Az országot az olimpián 8 sportágban 55 sportoló képviselte, akik összesen 1 érmet szereztek.

## Érmesek
| Érem  | Versenyző | Sportág   | Versenyszám |
| ----- | --- | --------- | ----------- |
| Ezüst | Nemzeti válogatott Munir Ahmad Dan Noor Alam Habib Ali Kiddie Naseer Bunda Abdul Hamid Akhtar Hussain Zakir Hussain Manzoor Hussain Atif Anwar Khan Motiullah Khan Qazi Massarrat Hussain Ghulam Rasul Habibur Rehman Latif-ur Rehman | Gyeplabda | Férfi       |

## Atlétika
Férfi
| Versenyző                                                 | Versenyszám     | Előfutam | Előfutam | Negyeddöntő  | Negyeddöntő  | Elődöntő | Elődöntő | Döntő   | Döntő    |
| Versenyző                                                 | Versenyszám     | Idő      | Hely.    | Idő          | Hely.        | Idő      | Hely.    | Idő     | Helyezés |
| --------------------------------------------------------- | --------------- | -------- | -------- | ------------ | ------------ | -------- | -------- | ------- | -------- |
| Muhammad Sharif Butt                                      | 100 m           | 11,1     | 4.       | kiesett      | kiesett      | kiesett  | kiesett  | kiesett | kiesett  |
| Muhammad Sharif Butt                                      | 200 m           | 22,2     | 3.       | kiesett      | kiesett      | kiesett  | kiesett  | kiesett | kiesett  |
| Abdul Aziz                                                | 200 m           | 22,9     | 5.       | kiesett      | kiesett      | kiesett  | kiesett  | kiesett | kiesett  |
| Abdul Khaliq                                              | 200 m           | 21,1     | 1.       | 21,1         | 1.           | 21,5     | 4.       | kiesett | kiesett  |
| Abdul Khaliq                                              | 100 m           | 10,8     | 2.       | 10,5         | 2.           | 10,6     | 4.       | kiesett | kiesett  |
| Ghulam Raziq                                              | 100 m           | 11,2     | 6.       | kiesett      | kiesett      | kiesett  | kiesett  | kiesett | kiesett  |
| Ghulam Raziq                                              | 110 m gát       | 14,5     | 3.       |              | 14,6         | 5.       | kiesett  | kiesett |          |
| Kalim Khawaja Ghani                                       | 110 m gát       | 16,1     | 6.       |              | kiesett      | kiesett  | kiesett  | kiesett |          |
| Kalim Khawaja Ghani                                       | 400 m gát       | 55,1     | 4.       |              | kiesett      | kiesett  | kiesett  | kiesett |          |
| Muhammad Yaqub                                            | 400 m gát       | 53,1     | 5.       |              | kiesett      | kiesett  | kiesett  | kiesett |          |
| Abdullah Khan                                             | 400 m           | 49,0     | 3.       | visszalépett | visszalépett | kiesett  | kiesett  | kiesett | kiesett  |
| Abdullah Khan                                             | 800 m           | 1:52,6   | 5.       |              | kiesett      | kiesett  | kiesett  | kiesett |          |
| Mahmoud Jan                                               | 800 m           | 1:59,5   | 6.       |              | kiesett      | kiesett  | kiesett  | kiesett |          |
| Mahmoud Jan                                               | 1500 m          | 4:15,0   | 14.      |              |              |          |          | kiesett | kiesett  |
| Muhammad Havildar Aslam                                   | Maraton         |          |          |              |              |          |          | 2:44:33 | 22.      |
| Abdul Rashid                                              | Maraton         |          |          |              |              |          |          | 2:57:47 | 30.      |
| Muhammad Sharif Butt Ghulam Raziq Abdul Aziz Abdul Khaliq | 4 × 100 m váltó | 41,3     | 3.       |              | 40,8         | 5.       | kiesett  | kiesett |          |

| Versenyző           | Versenyszám   | Selejtező | Selejtező | Döntő    | Döntő    |
| Versenyző           | Versenyszám   | Eredmény  | Helyezés  | Eredmény | Helyezés |
| ------------------- | ------------- | --------- | --------- | -------- | -------- |
| Allah Ditta         | Rúdugrás      | 400 cm    | 15.       | kiesett  | kiesett  |
| Muhammad Ramzan Ali | Távolugrás    | 711 cm    | 17.       | kiesett  | kiesett  |
| Muhammad Ramzan Ali | Hármasugrás   | 13,90 m   | 30.       | kiesett  | kiesett  |
| Muhammad Rashid     | Hármasugrás   | 13,53 m   | 31.       | kiesett  | kiesett  |
| Muhammad Rashid     | Távolugrás    | 613 cm    | 30.       | kiesett  | kiesett  |
| Muhammad Ayub       | Diszkoszvetés | 44,88 m   | 19.       | kiesett  | kiesett  |
| Muhammad Iqbal      | Kalapácsvetés | 54,59 m   | 14.       | 56,97 m  | 11.      |
| Jalal Khan          | Gerelyhajítás | 65,35 m   | 17.       | kiesett  | kiesett  |
| Muhammad Nawaz      | Gerelyhajítás | 67,57 m   | 14.       | 62,55 m  | 14.      |

## Birkózás
Szabadfogású
| Versenyző       | Versenyszám | 1. forduló                              | 1. forduló | 1. forduló | 2. forduló                   | 2. forduló | 2. forduló | 3. forduló                       | 3. forduló | 3. forduló | 4. forduló                          | 4. forduló | 4. forduló | 5. forduló        | 5. forduló | 5. forduló | Döntő             | Döntő   | Döntő   | Helyezés    |
| Versenyző       | Versenyszám | Ellenfél Eredmény                       | Pont       | Hely.      | Ellenfél Eredmény            | Pont       | Hely.      | Ellenfél Eredmény                | Pont       | Hely.      | Ellenfél Eredmény                   | Pont       | Hely.      | Ellenfél Eredmény | Pont       | Hely.      | Ellenfél Eredmény | Pont    | Hely.   | Helyezés    |
| --------------- | ----------- | --------------------------------------- | ---------- | ---------- | ---------------------------- | ---------- | ---------- | -------------------------------- | ---------- | ---------- | ----------------------------------- | ---------- | ---------- | ----------------- | ---------- | ---------- | ----------------- | ------- | ------- | ----------- |
| Abdul Aziz      | 52 kg       | Lee Jeong-gyu (KOR) · kétvállas         | 3          | =7.        | Fred Flannery (AUS) · 3-0    | 4          | =8.        | Hüseyin Akbaş (TUR) · kétvállas  | 7          | =7.        | kiesett                             | kiesett    | kiesett    | kiesett           | kiesett    | kiesett    | kiesett           | kiesett | kiesett | helyezetlen |
| Din Zahur       | 57 kg       | Geoffrey Jameson (AUS) · 3-0            | 1          | =2.        | Lee Sang-gyun (KOR) · 1-2    | 3          | =5.        | Mihail Sahov (URS) · kétvállas   | 6          | 7.         | kiesett                             | kiesett    | kiesett    |                   |            |            | kiesett           | kiesett | kiesett | helyezetlen |
| Muhammad Nazir  | 62 kg       | Szaszahara Sózó (JPN) · 0-3             | 3          | =8.        | Bayram Şit (TUR) · 1-2       | 5          | 10.        | kiesett                          | kiesett    | kiesett    | kiesett                             | kiesett    | kiesett    | kiesett           | kiesett    | kiesett    | kiesett           | kiesett | kiesett | helyezetlen |
| Muhammad Ashraf | 67 kg       | O Thegun (O Tae-geun) (KOR) · kétvállas | 0          | =1.        | Mario Tovar (MEX) · 1-2      | 2          | =6.        | Jack Taylor (GBR) · 3-0          | 3          | =5.        | Alimbeg Besztajev (URS) · kétvállas | 6          | 7.         | kiesett           | kiesett    | kiesett    | kiesett           | kiesett | kiesett | helyezetlen |
| Muhammad Latif  | 73 kg       | Alfred Tischendorf (EUA) · 0-3          | 3          | =9.        | erőnyerő                     | 3          | =6.        | Coenraad de Villiers (RSA) · 0-3 | 6          | =7.        | kiesett                             | kiesett    | kiesett    |                   |            |            | kiesett           | kiesett | kiesett | helyezetlen |
| Muhammad Faiz   | 79 kg       | Viljo Punkari (FIN) · kétvállas         | 3          | =9.        | İsmet Atlı (TUR) · kétvállas | 6          | =13.       | kiesett                          | kiesett    | kiesett    | kiesett                             | kiesett    | kiesett    | kiesett           | kiesett    | kiesett    | kiesett           | kiesett | kiesett | helyezetlen |

## Gyeplabda
| Pakisztáni férfi gyeplabdacsapat-játékoskeret                                                                  | Pakisztáni férfi gyeplabdacsapat-játékoskeret                                                                                   |
| --- | --- |
| - Munir Ahmad Dan - Noor Alam - Habib Ali Kiddie - Naseer Bunda - Abdul Hamid - Akhtar Hussain - Zakir Hussain | - Manzoor Hussain Atif - Anwar Khan - Motiullah Khan - Qazi Massarrat Hussain - Ghulam Rasul - Habibur Rehman - Latif-ur Rehman |

### Eredmények
| Színmagyarázat               |
| ---------------------------- |
| Bejutott az elődöntőbe.      |
| Az 5–8. helyért játszhattak. |
| A 9–12. helyért játszhattak. |

Csoportkör
C csoport
| Csapat                      | M | Gy | D | V | G+ | G– | Gk | P |
| --------------------------- | - | -- | - | - | -- | -- | -- | - |
| Pakisztán (PAK)             | 3 | 2  | 1 | 0 | 7  | 1  | +6 | 5 |
| Egyesült Német Csapat (EUA) | 3 | 1  | 2 | 0 | 5  | 4  | +1 | 4 |
| Új-Zéland (NZL)             | 3 | 1  | 0 | 2 | 8  | 10 | –2 | 2 |
| Belgium (BEL)               | 3 | 0  | 1 | 2 | 0  | 5  | –5 | 1 |

| 1956. november 23. 16:00 | Pakisztán (PAK) | 2 – 0 | Belgium (BEL) |  |
| 1956. november 23. 16:00 | (1 – 0)         |       |               |  |

| 1956. november 27. 14:30 | Pakisztán (PAK) | 5 – 1 | Új-Zéland (NZL) |  |
| 1956. november 27. 14:30 | (2 – 0)         |       |                 |  |

| 1956. november 29. 14:30 | Egyesült Német Csapat (EUA) | 0 – 0 | Pakisztán (PAK) |  |
| 1956. november 29. 14:30 | (0 – 0)                     |       |                 |  |

Elődöntő
| 1956. december 3. 16:00 | Pakisztán (PAK) | 3 – 2 | Nagy-Britannia (GBR) |  |
| 1956. december 3. 16:00 | (3 – 1)         |       |                      |  |

Döntő
| 1956. december 6. 16:00 | India (IND) | 1 – 0 | Pakisztán (PAK) |  |
| 1956. december 6. 16:00 | (0 – 0)     |       |                 |  |

| Csapat          | Helyezés |
| --------------- | -------- |
| Pakisztán (PAK) |          |

## Kerékpározás

### Országúti kerékpározás
| Versenyző                                                         | Versenyszám          | Idő           | Helyezés      |
| ----------------------------------------------------------------- | -------------------- | ------------- | ------------- |
| Saleem Farooqi                                                    | Mezőnyverseny        | nem ért célba | nem ért célba |
| Din Meraj                                                         | Mezőnyverseny        | nem ért célba | nem ért célba |
| Muhammad Naqi Mallick                                             | Mezőnyverseny        | nem ért célba | nem ért célba |
| Muhammad Shah Rukh                                                | Mezőnyverseny        | nem ért célba | nem ért célba |
| Versenyző                                                         | Versenyszám          | Pont          | Helyezés      |
| Saleem Farooqi Din Meraj Muhammad Naqi Mallick Muhammad Shah Rukh | Csapat mezőnyverseny | nem ért célba | nem ért célba |

### Pálya-kerékpározás
Sprintverseny
| Versenyző          | Versenyszám  | 1. forduló                                           | 1. forduló | Vigaszág selejtező                                       | Vigaszág selejtező | Vigaszág döntő       | Vigaszág döntő | Negyeddöntő          | Elődöntő             | Döntő                | Helyezés    |
| Versenyző          | Versenyszám  | Ellenfelek Győztes idő                               | Hely.      | Ellenfelek Győztes idő                                   | Hely.              | Ellenfél Győztes idő | Hely.          | Ellenfél Győztes idő | Ellenfél Győztes idő | Ellenfél Győztes idő | Helyezés    |
| ------------------ | ------------ | ---------------------------------------------------- | ---------- | -------------------------------------------------------- | ------------------ | -------------------- | -------------- | -------------------- | -------------------- | -------------------- | ----------- |
| Muhammad Shah Rukh | Férfi egyéni | Michel Rousseau (FRA) · Hylton Mitchell (TRI) · 11,6 | 3.         | Evrard Godefroid (BEL) · Lê Văn Phươc (VIE) · nincs adat | 2.                 | kiesett              | kiesett        | kiesett              | kiesett              | kiesett              | helyezetlen |

Időfutam
| Versenyző      | Versenyszám  | Idő    | Helyezés |
| -------------- | ------------ | ------ | -------- |
| Saleem Farooqi | Férfi egyéni | 1:20,8 | 21.      |

Üldözőverseny
| Versenyző                                                         | Versenyszám  | Selejtező                                                                                 | Selejtező  | Selejtező     | Negyeddöntő  | Negyeddöntő | Negyeddöntő | Elődöntő     | Elődöntő  | Elődöntő | Döntő        | Döntő     | Helyezés    |
| Versenyző                                                         | Versenyszám  | Ellenfél Idő                                                                              | Saját idő  | Hely.         | Ellenfél Idő | Saját idő   | Hely.       | Ellenfél Idő | Saját idő | Hely.    | Ellenfél Idő | Saját idő | Helyezés    |
| ----------------------------------------------------------------- | ------------ | ----------------------------------------------------------------------------------------- | ---------- | ------------- | ------------ | ----------- | ----------- | ------------ | --------- | -------- | ------------ | --------- | ----------- |
| Saleem Farooqi Din Meraj Muhammad Naqi Mallick Muhammad Shah Rukh | Férfi csapat | Kolumbia (COL) · Octavio Echeverry · Ramón Hoyos · Héctor Monsalve · Honorio Rúa · 5:09,4 | lekörözték | nem ért célba | kiesett      | kiesett     | kiesett     | kiesett      | kiesett   | kiesett  | kiesett      | kiesett   | helyezetlen |

## Ökölvívás
| Versenyző       | Versenyszám   | 32-es főtábla            | Nyolcaddöntő               | Negyeddöntő       | Elődöntő          | Döntő             | Helyezés |
| Versenyző       | Versenyszám   | Ellenfél Eredmény        | Ellenfél Eredmény          | Ellenfél Eredmény | Ellenfél Eredmény | Ellenfél Eredmény | Helyezés |
| --------------- | ------------- | ------------------------ | -------------------------- | ----------------- | ----------------- | ----------------- | -------- |
| Samuel Harris   | Légsúly       | Terence Spinks (GBR) · V | kiesett                    | kiesett           | kiesett           | kiesett           | 17.      |
| Ahmed Rashid    | Harmatsúly    | erőnyerő                 | Mario Sitri (ITA) · V      | kiesett           | kiesett           | kiesett           | 9.       |
| Maurice White   | Pehelysúly    | erőnyerő                 | Tristán Falfán (ARG) · RSC | kiesett           | kiesett           | kiesett           | 9.       |
| Gul Rehmat      | Kisváltósúly  | Franco Nenci (ITA) · RSC | kiesett                    | kiesett           | kiesett           | kiesett           | 17.      |
| Bait Hussain    | Váltósúly     |                          | Dőry András (HUN) · V      | kiesett           | kiesett           | kiesett           | 9.       |
| Muhammad Safdar | Nagyváltósúly |                          | Borisz Nikolov (BUL) · V   | kiesett           | kiesett           | kiesett           | 9.       |

## Sportlövészet
Férfi
| Versenyző            | Versenyszám                    | Döntő | Döntő    |
| Versenyző            | Versenyszám                    | Pont  | Helyezés |
| -------------------- | ------------------------------ | ----- | -------- |
| Zafar Ahmed Muhammad | Szabadpisztoly                 | 460   | 31.      |
| Zafar Ahmed Muhammad | Sportpuska, fekvő              | 582   | 44.      |
| Zafar Ahmed Muhammad | Sportpuska, összetett          | 999   | 43.      |
| Saifi Chaudhry       | Szabadpuska, összetett (300 m) | 267   | 20.      |

## Súlyemelés
| Versenyző           | Versenyszám | Nyomás   | Nyomás   | Szakítás                 | Szakítás                 | Lökés    | Lökés    | Összesen | Helyezés |
| Versenyző           | Versenyszám | Eredmény | Helyezés | Eredmény                 | Helyezés                 | Eredmény | Helyezés | Összesen | Helyezés |
| ------------------- | ----------- | -------- | -------- | ------------------------ | ------------------------ | -------- | -------- | -------- | -------- |
| Habib Rahman        | 56 kg       | 80,0     | =12.     | érvényes kísérlet nélkül | érvényes kísérlet nélkül | 97,5     | 15.      | kiesett  | kiesett  |
| Muhammad Bashir     | 60 kg       | 72,5     | 21.      | 77,5                     | 20.                      | 97,5     | 18.      | 247,5    | 18.      |
| Muhammad Iqbal Butt | 82,5 kg     | 105,0    | 10.      | 102,5                    | 10.                      | 130,0    | 10.      | 337,5    | 10.      |

## Úszás
Férfi
| Versenyző    | Versenyszám    | Előfutam | Előfutam | Előfutam | Elődöntő | Elődöntő | Elődöntő | Döntő   | Döntő    |
| Versenyző    | Versenyszám    | Idő      | Hely.    | Össz.    | Idő      | Hely.    | Össz.    | Idő     | Helyezés |
| ------------ | -------------- | -------- | -------- | -------- | -------- | -------- | -------- | ------- | -------- |
| Ahmed Nazir  | 100 m hát      | 1:10,7   | 6.       | 22.      | kiesett  | kiesett  | kiesett  | kiesett | kiesett  |
| Ghulam Rasul | 200 m mell     | kizárták | kizárták | kizárták |          |          |          | kiesett | kiesett  |
| Shah Ghazi   | 200 m pillangó | 2:48,0   | 6.       | 16.      |          |          |          | kiesett | kiesett  |